# 京田辺市立桃園小学校
京田辺市立桃園小学校（きょうたなべしりつ とうえんしょうがっこう）は、京都府京田辺市大住仲ノ谷にある公立小学校。音楽を大切にし、毎月「今月の歌」を歌っている。北庭や中庭には芝生の「桃っ子広場」がある。マラソン大会は田辺カントリー倶楽部の芝生の上を走るコースとなっている。

## 沿革
- 1984年（昭和59年）
  - 4月1日 - 田辺町立桃園小学校開校。（大住小学校より分離）
  - 4月9日 - 開校式挙行。
- 1985年（昭和60年）2月28日 - 校歌発表し、制定会開催。
- 1993年（平成5年）6月5日 - 創立10周年記念式典挙行。
- 1997年（平成9年）4月1日 - 市制施行により京田辺市立桃園小学校に改称。
- 2003年（平成15年）10月31日 - 創立20周年記念式典挙行。
- 2005年（平成17年）4月1日 - 特別支援学級「やまもも」再開級。
- 2007年（平成19年）4月1日 - 特別支援学級「やまもも2組」開級。
- 2012年（平成24年）3月31日 - 特別支援学級「やまもも2組」閉級。
- 2013年（平成25年）11月30日 - 創立30周年記念式典挙行。
- 2014年（平成26年）4月1日 - 特別支援学級「やまもも2組」再開級。

## 校区
- 大住ヶ丘（4丁目、5丁目）
- 大住地区の一部
- 薪地区の一部（薪狼谷、薪畠の一部、薪西山の一部）

## 卒業後の進路
- 京田辺市立大住中学校

## 交通
- JR学研都市線大住駅から、徒歩約720m・約11分。
- 京阪バス「31」・「63」・「66A」・「67」・「67B」・「67D」・「68」の各系統で、「健康ヶ丘」バス停下車後、徒歩約720m・約11分。

## 学校周辺
- 健康ヶ丘公民館 - 敷地が隣接
- 大住ゴルフガーデン
- 田辺カントリークラブ - 校内マラソン大会では、コースの一部となる。

## 校区が隣接している学校
- 京田辺市立松井ヶ丘小学校
- 京田辺市立大住小学校
- 京田辺市立薪小学校
- （大阪府）枚方市立氷室小学校
- 八幡市立有都小学校 （飛び地）